# Lúčina
Lúčina és un poble i municipi d'Eslovàquia. Es troba a la regió de Prešov, al nord del país.

## Història
La primera referència escrita de la vila data del 1787.

## Demografia
| Godina             | 1994 | 2004   | 2014    | 2024   |
| ------------------ | ---- | ------ | ------- | ------ |
| Nombre de persones | 153  | 154    | 171     | 155    |
| Diferència         |      | +0,65% | +11,03% | −9,35% |

| Godina             | 2023 | 2024   |
| ------------------ | ---- | ------ |
| Nombre de persones | 157  | 155    |
| Diferència         |      | −1,27% |